# Gerard Mach
Gerard Zygfryd Mach (ur. 16 września 1926 w Gdańsku, zm. 22 września 2015 w Ottawie) – polski lekkoatleta i trener lekkoatletyczny, olimpijczyk.
Absolwent SGPiS oraz AWF w Warszawie.

## Życiorys
Był sprinterem, największe sukcesy odnosił w biegu na 400 metrów. Startował na igrzyskach olimpijskich w 1952 w Helsinkach, gdzie dotarł do ćwierćfinałów biegów na 200 metrów i na 400 metrów. Dwukrotnie wystąpił w mistrzostwach Europy. W Bernie (1954) odpadł w eliminacjach biegu na 400 metrów oraz sztafety 4 × 400 metrów, a w Sztokholmie (1958) odpadł w półfinale biegu na 400 metrów.
Trzy razy brał udział w Akademickich Mistrzostwach Świata. W Budapeszcie w 1949 zajął 4. miejsce na 400 metrów i zdobył brązowy medal w sztafecie wiedeńskiej (800-400-200-200 metrów). W Berlinie (1951) był brązowym medalistą w sztafecie 4 × 400 metrów, a w Budapeszcie w 1954 srebrnym medalistą na 400 metrów i w sztafecie 4 × 400 metrów.
Dwadzieścia razy zdobywał tytuł mistrza Polski:
- bieg na 200 metrów - 1952 i 1956
- bieg na 400 metrów - 1948, 1949, 1951, 1952, 1953, 1954 i 1958
- sztafeta 4 × 100 metrów - 1949, 1956 i 1958
- sztafeta 4 × 200 metrów - 1949
- sztafeta 4 × 400 metrów - 1949, 1956, 1957 i 1959
- sztafeta olimpijska - 1949
- sztafeta szwedzka - 1949 i 1950

Siedem razy był wicemistrzem Polski: na 200 metrów w 1951 i 1957, na 400 metrów w 1955, 1956 i 1957, w sztafecie 4 × 200 metrów w 1950 oraz w sztafecie 4 × 400 metrów w 1955.
Zdobył także 3 złote medale w mistrzostwach Polski w hali: w sztafecie 4 × 50 metrów w 1947 i 1950 i w sztafecie 4 × 100 metrów w 1951, a także trzy srebrne medale: w biegu na 60 metrów w 1947 i w sztafecie 3 × 800 metrów w 1947 i 1948.
Reprezentował Polskę w 22 meczach międzypaństwowych odnosząc 6 zwycięstw indywidualnych. Był 15 razy rekordzistą Polski na 400 metrów i w sztafetach.
Rekordy życiowe:
- bieg na 100 metrów - 10,8 s
- bieg na 200 metrów - 21,4 s
- bieg na 400 metrów - 47,5 s

Był zawodnikiem Budowlanych - Lechii Gdańsk i Legii Warszawa.
Równolegle z karierą lekkoatletyczną rozpoczął działalność trenerską w Legii Warszawa. Wychował takich sprinterów, jak Stanisław Swatowski, Wiesław Maniak czy Edward Romanowski. Następnie był trenerem kadry narodowej na 400 metrów w okresie jej sukcesów na przełomie lat 60. i 70. Od 1972 pracował w Kanadzie, gdzie był m.in. głównym trenerem lekkoatletycznym reprezentacji (od 1976).